# Arena da Juventude

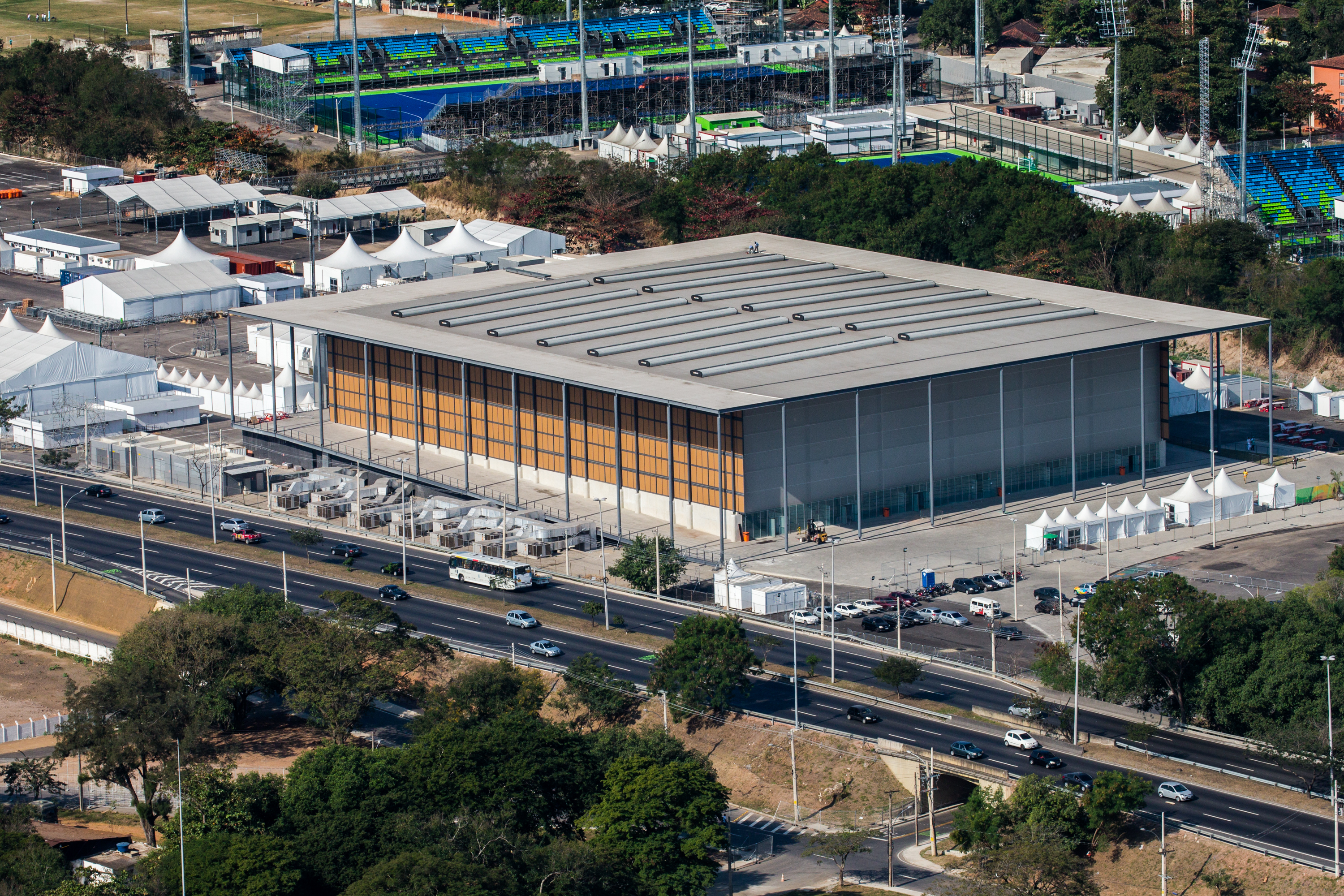
Het Centro de Mountain Bike

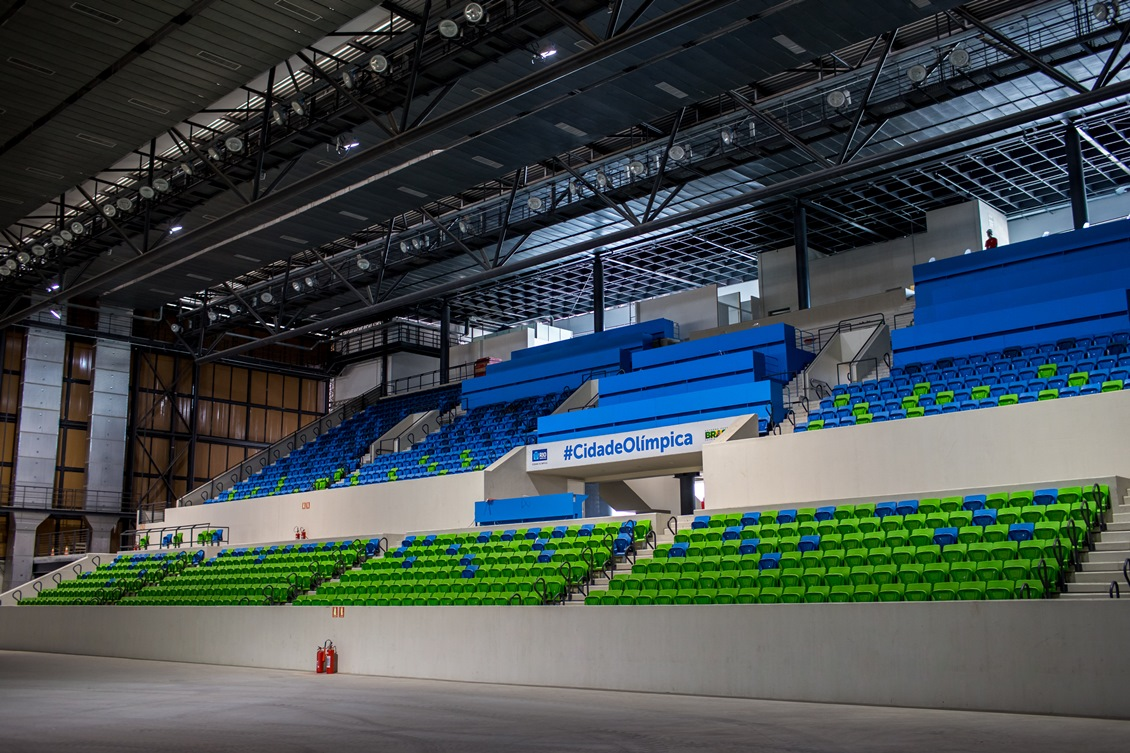
Het parkoers van het Centro de Mountain Bike

De Arena da Juventude is een evenementenhal in Rio de Janeiro waaraan sinds 2014 werd gewerkt. In 2016 wordt het voor de Olympische Zomerspelen 2016 en Paralympische Zomerspelen 2016 gebruikt.
De hal ligt in het park Parque Radical van het Olympische park Deodoro, in het noordwesten van de stad, in de wijk Deodoro. De hal werd ingehuldigd op 12 maart 2016 in aanwezigheid van burgemeester Eduardo Paes. In de hal gaan onder meer onderdelen van de Moderne vijfkamp op de Olympische Zomerspelen 2016 door, naast enkele wedstrijden in de groepsfase van Basketbal op de Olympische Zomerspelen 2016 – Vrouwen. Tijdens de Paralympische Zomerspelen 2016 staat Schermen op de Paralympische Zomerspelen geprogrammeerd. Er is zitplaats voor circa 5.000 toeschouwers.
De hal was gebouwd met de nodige componenten voor een milieuvriendelijke en energiearme koeling met onder meer natuurlijke ventilatie, verstelbare luiken, lamellen voor ventilatie en een vrijdragende luifel boven de hal die de directe blootstelling aan de zon van de structuur verminderen. Ook optimale inzet van natuurlijk licht vermindert de energiebehoefte van de zaal. Vigliecca & Associados leverde hiervoor de nodige technologie. Tijdens de Spelen wordt wel op vraag van het IOC kunstmatige verlichting en geforceerde airconditioning bijkomend ingezet. Na de spelen wordt ook de publiekscapaciteit van 5.000 naar 2.000 terug gebracht.